# Orbexilum
Orbexilum là một chi thực vật có hoa thuộc họ Fabaceae. Nó thuộc phân họ Faboideae.
Các loài:
- Orbexilum chiapasanum
- Orbexilum lupinellum
- Orbexilum macrophyllum
- Orbexilum oliganthum
- Orbexilum onobrychis
- Orbexilum pedunculatum
- Orbexilum simplex
- Orbexilum stipulatum